# اچ‌ام‌سی‌اس ویمی
اچ‌ام‌سی‌اس ویمی (به انگلیسی: HMCS Vimy) یک کشتی بود که طول آن ۱۳۰ فوت (۴۰ متر) بود. این کشتی در سال ۱۹۱۷ ساخته شد.